# 4대 회계사무소
4대 회계사무소(Big Four accounting firms), 4대 회계법인, 간단히 빅 포(Big Four, 빅 4)는 딜로이트, 언스트 엔 영(EY), KPMG, 프라이스워터하우스쿠퍼스(PwC) 등 세계 4대 전문 서비스 네트워크이다. 이들은 수익 기준으로 볼 때 4대 글로벌 회계 네트워크이다. 4개 기업은 수익과 인력 측면에서 나머지 시장에 비해 규모가 비슷하기 때문에 그룹화되는 경우가 많다. 이들은 고객에게 광범위한 전문 서비스를 제공하는 능력이 동등하다고 간주된다. 그리고 전문 서비스, 특히 회계 분야에서 경력을 시작하려는 사람들 사이에서 이들 회사는 포춘 500 기업과 자주 협력하기 때문에 일하기에 똑같이 매력적인 네트워크로 간주된다.
빅 포는 모두 고객에게 감사, 보증, 세무, 경영 컨설팅, 평가, 시장 조사, 계리, 기업 금융 및 법률 서비스를 제공한다. 민간 기업에 대한 많은 감사뿐만 아니라 공개 기업에 대한 감사의 상당 부분이 이들 4개 네트워크에서 수행된다.
20세기 후반까지 전문 서비스 시장은 실제로 "빅 에이트(Big Eight)"라는 별명을 가진 8개 네트워크(Arthur Andersen, Arthur Young, Coopers & Lybrand, Deloitte Haskins 및 Sells, Ernst & Whinney, Peat Marwick Mitchell, Price Waterhouse 및 Touche Ross)가 지배했다.
빅 에이트는 이들 회사 간의 합병과 2002년 아서 앤더슨(Arthur Andersen)의 붕괴로 인해 점차 감소하여 21세기 초에 4개의 네트워크가 시장을 지배하게 되었다. 2011년 영국에서는 FTSE 100 지수 기업의 99%, 선두 중견기업 지수인 FTSE 250 지수 기업의 96%가 빅4가 감사를 담당하는 것으로 알려졌다. 이러한 높은 수준의 산업 집중으로 인해 투자 커뮤니티 일부에서는 영국 경쟁시장청(CMA)이 빅 4를 해체하는 것을 고려하고자 하는 우려와 열망이 생겼다. 2018년 10월 CMA는 빅 4의 감사 부문 지배력에 대한 자세한 연구를 시작할 것이라고 발표했다. 2020년 7월 영국 재무보고위원회(UK Financial Reporting Council)는 Big 4에 2024년까지 감사와 컨설팅 운영을 분리하기 위한 계획을 2020년 10월까지 제출해야 한다고 말했다.

## 같이 보기
- 다른 대형 산업
  - 슈퍼메이저
  - 빅테크
- 컨설팅 펌
- 파나마 페이퍼스